# 関根大輝
 関根 大輝（せきね ひろき、2002年8月11日 - ）は、静岡県静岡市駿河区出身のプロサッカー選手。リーグ・ドゥ・スタッド・ランス所属。ポジションはディフェンダー（DF）。日本代表。

## 来歴

### 学生時代
静岡学園高等学校では2年時に「第98回全国高等学校サッカー選手権大会」で優勝するも、大会通算の出場時間は1分にとどまる。高卒でのプロ入りは叶わず、拓殖大学へ進学。

### 柏レイソル
2023年5月11日、J1の柏レイソルへの2025年シーズンからの加入が内定し、5月19日に特別指定選手に登録された。同年5月24日、 YBCルヴァンカップグループステージ第5節・鹿島アントラーズ戦で先発出場しプロデビューを果たした。
柏レイソルへの正式加入は当初2025年シーズンからの予定だったが、前倒して2024年シーズンから加入することとなった。
2024年シーズンは開幕よりレギュラーとして先発出場を続け、3月15日にはプロA契約を締結した。
2025年1月9日、海外移籍の前提とした準備のため、チームを離脱。

### スタッド・ランス
2025年1月12日、フランス1部リーグ・アンのスタッド・ランスへの完全移籍で加入した。1月25日、パリ・サンジェルマンとの試合で移籍後初出場を果たした。

### 代表

#### U-23日本代表
2024年4月に開催されるAFC U23アジアカップ2024に参加するU-23代表に初選出され、初先発でチームに貢献し、大会優勝を果たしパリオリンピック出場を決めた。オリンピック本大会でも4試合中3試合で先発出場したが、決勝トーナメント初戦で敗退した。

#### A代表
同年10月5日、同月に行われる2026 FIFAワールドカップ・アジア3次予選に招集予定だった高井幸大が負傷のため招集外になった事に伴い、代替選手として追加招集され、日本代表に初選出された。

## 所属クラブ
- 東源台FC (静岡市立東源台小学校)
- 2015年 - 2017年 静岡学園中学校
- 2018年 - 2020年 静岡学園高等学校
- 2021年 - 2023年 拓殖大学
  - 2023年5月 - 同年12月  柏レイソル（特別指定選手）
- 2024年  柏レイソル
- 2025年 -  スタッド・ランス

## 個人成績
| 国内大会個人成績 | 国内大会個人成績 | 国内大会個人成績 | 国内大会個人成績 | 国内大会個人成績 | 国内大会個人成績 | 国内大会個人成績 | 国内大会個人成績 | 国内大会個人成績 | 国内大会個人成績 | 国内大会個人成績 | 国内大会個人成績 |
| 年度             | クラブ           | 背番号           | リーグ           | リーグ戦         | リーグ戦         | リーグ杯         | リーグ杯         | オープン杯       | オープン杯       | 期間通算         | 期間通算         |
| 年度             | クラブ           | 背番号           | リーグ           | 出場             | 得点             | 出場             | 得点             | 出場             | 得点             | 出場             | 得点             |
| 日本             | 日本             | 日本             | 日本             | リーグ戦         | リーグ戦         | リーグ杯         | リーグ杯         | 天皇杯           | 天皇杯           | 期間通算         | 期間通算         |
| ---------------- | ---------------- | ---------------- | ---------------- | ---------------- | ---------------- | ---------------- | ---------------- | ---------------- | ---------------- | ---------------- | ---------------- |
| 2023             | 柏               | 32               | J1               | 0                | 0                | 1                | 0                | -                | -                | 1                | 0                |
| 2024             | 柏               | 32               | J1               | 31               | 0                | 0                | 0                | 1                | 0                | 32               | 0                |
| フランス         | フランス         | フランス         | フランス         | リーグ戦         | リーグ戦         | F・リーグ杯      | F・リーグ杯      | フランス杯       | フランス杯       | 期間通算         | 期間通算         |
| 2024-25          | S.ランス         | 3                | リーグ・アン     | 15               | 0                | -                | -                | 4                | 0                | 19               | 0                |
| 通算             | 日本             | 日本             | J1               | 31               | 0                | 1                | 0                | 1                | 0                | 33               | 0                |
| 通算             | フランス         | フランス         | リーグ・アン     | 15               | 0                | -                | -                | 4                | 0                | 19               | 0                |
| 総通算           | 総通算           | 総通算           | 総通算           | 46               | 0                | 1                | 0                | 5                | 0                | 52               | 0                |

- 2023年は特別指定選手

その他の公式戦
- 2025年
  - リーグ・アン昇降格プレーオフ 2試合0得点

## タイトル

### クラブ
静岡学園高校
- 全国高等学校サッカー選手権大会（2019年）

### 代表
U-23日本代表
- AFC U23アジアカップ（2024年）

## 代表歴
- U-22日本代表
  - 欧州遠征（2023年）
  - アジア競技大会サッカー競技（2023年）
- U-23日本代表
  - カンボジア遠征（2022年）
  - AFC U23アジアカップ（2024年）
  - パリオリンピック2024（2024年）
- 日本代表
  - 2026 FIFAワールドカップ・アジア3次予選（2024年 - 2025年）

### 試合数
- 国際Aマッチ 1試合 0得点（2025年 - ）

| 日本代表 | 国際Aマッチ | 国際Aマッチ |
| 年       | 出場        | 得点        |
| -------- | ----------- | ----------- |
| 2025     | 1           | 0           |
| 通算     | 1           | 0           |

### 出場
| No. | 開催日       | 開催都市 | スタジアム         | 対戦国         | 結果 | 監督   | 大会                                   |
| --- | ------------ | -------- | ------------------ | -------------- | ---- | ------ | -------------------------------------- |
| 1.  | 2025年6月5日 | パース   | パース・スタジアム | オーストラリア | ●0-1 | 森保一 | 2026 FIFAワールドカップ・アジア3次予選 |